# Gautier de Coinci
Gautier de Coinci (Coinci, Aisne, oko 1178. – Soissons, 25. rujna 1236.) je bio francuski pjesnik, pisac, truver i Veliki prior benediktinskoga samostana Saint-Médard u Soissonsu. Napisao nekoliko hagiografija i pjesničku verziju Novoga zavjeta, ali je poznat najviše po versificiranoj obradbi latinskih marijanskih legendi Čuda Naše Gospe (Miracles de Nostre-Dame); prepjevao ih u francuske stihove (oko 30 000), dodavši i nekoliko vlastitih lirskih pjesama, koje je popratio melodijama preuzetima iz svjetovnih pjesama.